# THE LAST PIECE

THE LAST PIECE（ザ ラスト ピース）は、BMSG社CEO・SKY-HI主催のボーイズグループオーディションである。略称はラスピで公式ハッシュタグとして使われている。

## 概要
2024年9月23日の「BMSG FES'24」昼公演にBMSG代表のSKY-HIが新たなオーディションプロジェクト「THE LAST PIECE」の発表をした。
今回のオーディションは「夢を見づらい10代」をメインターゲットにしており、2025年1月31日時点で19歳以下の男性を対象に募集された。主催のSKY-HIは「かつて10代だった人やこれから10代になる人達にも向けた希望になる」と語っている。
このオーディションではいずれもトレーニー（練習生）でBMSG主催のボーイズグループオーディション「THE FIRST」に参加し合宿審査で脱落したRUI（川島塁）、TAIKI（溝口太基）や「MISSION×2」の最終審査で脱落したKANON（湯本日穏）も参加する。
自分達から「二次審査から他の参加者と一緒にオーディションを受けたい」と志願し、書類審査は免除されたものの、2次審査から他の参加者と同様のオーディションを受けている。

## 放送・配信日程

### テレビ放送
- THE TIME,（TBS系）- 2025年6月27日よりオーディションの最新情報を毎週金曜日放送。
- THE LAST PIECE ホームルーム（TBS系） - 2025年7月3日より放送開始。毎週金曜日（木曜深夜）0:59から全13話放送予定。

### インターネット配信
- YouTube（2025年6月27日） - 毎週金曜日の20時から配信。全13話配信予定。
- TVer - THE TIME,内で放送されたオーディションの内容、およびTHE LAST PIECE ホームルームで放送された内容を配信[7]。

### 配信日程
| 回 | YouTube配信日 | YouTubeタイトル | 内容                                         |
| -- | ------------- | --------------- | -------------------------------------------- |
| 1  | 2025年6月27日 | Show Your Dream | 書類審査・2次審査の全貌を紹介                |
| 2  | 2025年7月4日  | Bloom of Youth  | 3次審査のうち、前半3チームをフォーカスする。 |
| 3  | 2025年7月11日 | Bet my life     | 3次審査のうち、後半3チームをフォーカスする。 |

4

## 審査方法

### 1次審査（書類審査）・2次審査
2025年1月31日時点で19歳以下の男性を対象に2024年11月1日から2025年1月31日まで募集された。3月24日に書類審査が全て終了し、1次審査（書類審査）通過者の方全てに連絡が完了した。
2次審査は、3日間にわたり一般応募者とBMSG TRAINEEの混合で行われた。オーディション主催者のSKY-HIは「一般応募のほうがハードルが高い」とコメントしている。

### 3次審査:合宿審査
5人を6グループに分けて課題曲をパフォーマンスする。審査は5日間行われ合宿3日目には中間発表、5日目にパフォーマンスの審査した。2次審査通過者はグループのパフォーマンスで「センターでの存在感を証明できる力」と「原曲を塗り替えるくらいの存在感と表現力」を見せることが必要になる。
チーム分けは以下の通り。
| チーム名（課題曲） | 参加者                             |
| ------------------ | ---------------------------------- |
| Move On            | EITA、KANTA、SOLA、TAIKI、YUTA     |
| Just Like Dat      | A.J.、COTA、ISANA、KEI、SHO        |
| come again         | HAL、KEITO、REO、RUI、RYOTO        |
| Fantasista         | ADAM、GOICHI、RAIKI、RYOMA、TAISEI |
| Superstar          | KAIRI、KANON、RAITO、TOMOSHI、YU   |
| 音色               | AOI、KAN、KEISHIN、REN、TAICHI     |

## 参加者
3次審査以降の参加者を示す。太字はオーディション参加時点でBMSGトレーニー。
| A.J.    | 2006年8月11日（19歳）  | マレーシア    | ENFJ | 3次審査 脱落 | BMSG TRAINEE Camp with SKY-HI 2024参加。                   |
| ADAM    | 2005年4月24日（20歳）  | 日本 東京都   | ENFP | 5次審査 通過 |                                                            |
| AOI     | 2010年10月7日（14歳）  | 日本 兵庫県   | ISFP | 5次審査 通過 |                                                            |
| COTA    | 2009年12月6日（15歳）  | 日本 新潟県   | ENFJ | 4次審査 脱落 |                                                            |
| EITA    | 2009年3月28日（16歳）  | 日本 埼玉県   | ENFJ | 3次審査 脱落 |                                                            |
| GOICHI  | 2006年12月14日（18歳） | 日本 埼玉県   | ENTP | 5次審査 通過 |                                                            |
| HAL     | 2009年11月19日（15歳） | 日本 東京都   | ESFP | 5次審査 通過 |                                                            |
| ISANA   | 2008年3月28日（17歳）  | 日本 大阪府   | ISTJ | 4次審査 脱落 | BMSG TRAINEE Camp with SKY-HI 2024参加。                   |
| KAIRI   | 2010年4月6日（15歳）   | 日本 大阪府   | ENFJ | 4次審査 脱落 |                                                            |
| KAN     | 2009年7月4日（16歳）   | 日本 東京都   | ENTP | 3次審査 脱落 |                                                            |
| KANON   | 2006年4月3日（19歳）   | 日本 福岡県   | ENFP | 5次審査 通過 | 湯本日穏として2022年「MISSION×2」参加。                    |
| KANTA   | 2008年5月21日（17歳）  | 日本 東京都   | INFP | 5次審査 通過 |                                                            |
| KEI     | 2006年7月17日（19歳）  | 日本 大阪府   | INFJ | 5次審査 通過 |                                                            |
| KEISHIN | 2012年2月24日（13歳）  | 日本 兵庫県   | ENFP | 3次審査 脱落 |                                                            |
| KEITO   | 2009年11月14日（15歳） | 日本 埼玉県   | ENFJ | 4次審査 脱落 | 「MISSION×2」参加。                                        |
| RAIKI   | 2007年5月13日（18歳）  | 日本 京都府   | INFJ | 5次審査 通過 |                                                            |
| RAITO   | 2006年11月28日（18歳） | 日本 大阪府   | ESFP | 3次審査 脱落 |                                                            |
| REN     | 2007年5月11日（18歳）  | 日本 愛知県   | ENFP | 5次審査 通過 |                                                            |
| REO     | 2009年3月16日（16歳）  | 日本 埼玉県   | ENFP | 3次審査 脱落 |                                                            |
| RUI     | 2007年6月1日（18歳）   | 日本 東京都   | ENFJ | 5次審査 通過 | 川島塁として2021年「THE FIRST」参加。                      |
| RYOMA   | 2008年8月6日（17歳）   | 日本 長野県   | INTP | 3次審査 脱落 |                                                            |
| RYOTO   | 2010年3月24日（15歳）  | 日本 福岡県   | ENFP | 5次審査 通過 | 宮原稜虎としてバリカタキッズのメンバーとして活動していた。 |
| SHO     | 2006年12月30日（18歳） | 日本 東京都   | ENFP | 4次審査 脱落 | BMSG TRAINEE Camp with SKY-HI 2024参加。                   |
| SOLA    | 2008年8月19日（17歳）  | 日本 栃木県   | ISFP | 3次審査 脱落 |                                                            |
| TAICHI  | 2007年5月16日（18歳）  | 日本 東京都   | INFP | 5次審査 通過 |                                                            |
| TAIKI   | 2007年7月28日（18歳）  | 日本 東京都   | ESFP | 5次審査 通過 | 溝口太基として2021年「THE FIRST」参加。                    |
| TAISEI  | 2010年2月19日（15歳）  | 日本 神奈川県 | ENFJ | 3次審査 脱落 |                                                            |
| TOMOSHI | 2005年3月21日（20歳）  | 日本 福岡県   | ESFP | 3次審査 脱落 |                                                            |
| YU      | 2012年2月16日（13歳）  | 日本 神奈川県 | ENFP | 4次審査 脱落 |                                                            |
| YUTA    | 2007年9月11日（17歳）  | 日本 東京都   | ENFP | 5次審査 通過 |                                                            |

## 審査・課題での使用楽曲

### 3次審査
- Move On（BE：FIRST） - Move Onチーム（EITA、KANTA、SOLA、TAIKI、YUTA）
- Just Like Dat feat. JP THE WAVY（PSYCHIC FEVER） - Just Like Datチーム（A.J.、COTA、ISANA、KEI、SHO）
- come again（m-flo） - come againチーム（HAL、KEITO、REO、RUI、RYOTO）
- FANTASISTA（Dragon Ash） - FANTASISTAチーム（ADAM、GOICHI、RAIKI、RYOMA、TAISEI）
- Superstar（Ayumu Imazu）- Superstarチーム（KAIRI、KANON、RAITO、TOMOSHI、YU）
- 音色（KREVA） - 音色チーム（AOI、KAN、KEISHIN、REN、TAICHI）

4次審査
・Lily - Aチーム（KEITO、GOICHI、　　　SHO、KANTA）
・So what? - Bチーム（AOI、KAIRI、KEI、ADAM）
・光 - Cチーム（COTA、RUI、YUTA、TAICHI）
・RIGHT NOW - Dチーム（YU、TAIKI、RAIKI、RYOTO）
・Love Myself - Eチーム（ISANA、HAL、REN、KANON）
5次審査
・Green Light - Aチーム（RAIKI、AOI、REN、KANON、RUI、HAL、RYOTO）
・Blast Off - Bチーム（TAICHI、GOICHI、KEI、TAIKI、KANTA、YUTA、ADAM）

## テーマソング
- SKY-HI「At The Last」[1]。